# Олігоцен
| Система/ Період                                                          | Відділ/ Епоха    | Ярус/ Вік           | Вік (млн років) | Вік (млн років) |
| ------------------------------------------------------------------------ | ---------------- | ------------------- | --------------- | --------------- |
| Неоген, N                                                                | Міоцен, N1       | Аквітанський, N1aqt | молодше         | молодше         |
| Палеоген, Ꝑ                                                              | Олігоцен, Ꝑ3     | Хаттський, Ꝑ3h      | 23,03           | 27,82           |
| Палеоген, Ꝑ                                                              | Олігоцен, Ꝑ3     | Рюпельський, Ꝑ3r    | 27,82           | 33,9            |
| Палеоген, Ꝑ                                                              | Еоцен, Ꝑ2        | Приабонський, Ꝑ2p   | 33,9            | 37,8            |
| Палеоген, Ꝑ                                                              | Еоцен, Ꝑ2        | Бартонський, Ꝑ2b    | 37,8            | 41.2            |
| Палеоген, Ꝑ                                                              | Еоцен, Ꝑ2        | Лютецький, Ꝑ2l      | 41,2            | 47,8            |
| Палеоген, Ꝑ                                                              | Еоцен, Ꝑ2        | Іпрський, Ꝑ2i       | 47,8            | 56,0            |
| Палеоген, Ꝑ                                                              | Палеоцен, Ꝑ1     | Танетський, Ꝑ1t     | 56,0            | 59,2            |
| Палеоген, Ꝑ                                                              | Палеоцен, Ꝑ1     | Зеландський, Ꝑ1z    | 59,2            | 61,6            |
| Палеоген, Ꝑ                                                              | Палеоцен, Ꝑ1     | Данський, Ꝑ1d       | 61,6            | 66,0            |
| Крейда, K                                                                | Верхня/Пізня, K2 | Маастрихтський, K2m | древніше        | древніше        |
| Підрозділи палеогенової системи наведені згідно МКС, станом на 2018 рік. |                  |                     |                 |                 |
| п о р                                                                    |                  |                     |                 |                 |

Олігоце́н (рос. олигоцен, англ. Oligocene, нім. Oligozän n) — остання геологічна епоха палеогенового періоду кайнозойської ери. Почалася 33,9 мільйонів років тому; завершилася 23,03 мільйонів років тому. Олігоцену передував еоцен, а після нього настав міоцен, що починає неогеновий період.
Виділена в 1855 р. німецьким геологом Генріхом Бейріхом.
Виділяють дві, іноді три частини олігоцену. Розподіл олігоцену на яруси має місцевий характер. Характеризується інтенсивними тектонічними рухами, з якими пов'язана альпійська складчастість і формування гірських систем Карпат, Альп, Гімалаїв та ін. Відклади, що утворилися протягом олігоцену, становлять олігоценовий відділ.

## Поділ
Олігоцен поділяють на два віки:
| Пізній олігоцен (хатт)   | 28,1—23,03 млн років тому |
| Ранній олігоцен (рюпель) | 33,9—28,1 млн років тому  |

## Клімат
Клімат залишається теплим, хоча невелике глобальне охолодження починається наприкінці епохи. Це похолодання веде до плейстоценового льодовикового періоду.

## Палеогеографія

Мапа світу 34 млн р. т.

Протягом цієї епохи континенти продовжують свій рух, формуючи сучасний вигляд планети. Антарктида продовжує ізолюватися і вкривається крижаним шаром.

## Флора
Покритонасінні продовжують експансію. Тропічні та субтропічні ліси змінюються листопадними лісами помірної кліматичної зони. З'являються відкриті рівнини та пустелі. Поширюються трави.

## Фауна

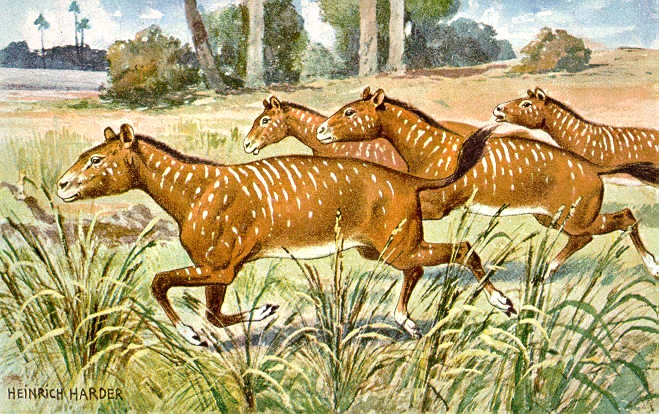
Мезогіппус

Представників фауни олігоцену знаходять на всіх континентах, крім Австралії. Більш відкриті ландшафти призвели до того, що тварини виростали навіть більшими, ніж у палеогені. Морська фауна вже була схожа на сучасну; так само і наземні хребетні північних континентів. Це сталося через вимирання старих форм, а не появу нових.
Північна Америка була ізольована від інших континентів, тому її фауна була унікальною.
Рептилії були досить поширені в олігоцені. З'явилося багато нових крокодилів, змій, ящірок.
Розвивався і клас Ссавці.
В олігоцені з'явилися деякі сучасні морські двостулкові молюски.
Вусаті та зубаті кити тільки з'явилися, і їхні пращури ще були досить поширені, але їхня чисельність зменшувалася через зміни у кліматі, а також через постійну боротьбу за виживання із представниками сучасних китів та акул. Ластоногі, імовірно, теж з'явилися у той же час. Їхніми попередниками вважають тварин, схожих на ведмедів.

## Океани
Океани продовжують охолоджуватися, особливо навколо Антарктики.